# Nicole Cernic
Nicole Cernic (* 5. April 1955 in Villach) ist eine ehemalige österreichische Politikerin (SPÖ) in Kärnten und war von Juli 2008 bis März 2013 Landesrätin.
Bereits Cernics Mutter Waltraud Miszkiewicz war politisch aktiv, sie bekleidete in Villach das Amt der Vizebürgermeisterin. Cernic ist von Beruf BHS-Lehrerin für Biologie und Chemie und unterrichtete an einer Schule in Villach. Seit 1999 saß sie im Kärntner Landtag und war zuletzt Kultursprecherin ihrer Partei und Landtags-Klubobmann-Stellvertreterin. Im Juli 2008 wurde sie nach dem Rücktritt von Gaby Schaunig Landesrätin und übernahm deren Agenden – Soziales, Jugend und Frauen – sowie von Reinhart Rohr das Umweltressort. Sie zog sich 2013 aus der Politik zurück.
Cernic ist verheiratet und hat zwei Kinder.